# Chalcis rufipes
Chalcis rufipes is een vliesvleugelig insect uit de familie bronswespen (Chalcididae). De wetenschappelijke naam is voor het eerst geldig gepubliceerd in 1794 door Rossius.